# 1999年1月逝世人物列表
1999年逝世人物列表：1月 - 2月 - 3月 - 4月 - 5月 - 6月 - 7月 - 8月 - 9月 - 10月 - 11月 - 12月
1999年1月逝世人物列表，是用于汇总1999年1月期间逝世人物的列表

## 依日期排序

### 1日
- Myslym Alla，79歲，阿爾巴尼亞足球運動員和經理。
- 維托爾·巴普蒂斯塔，50歲，葡萄牙足球運動員。[1]
- 貝西姆·法古，73歲，阿爾巴尼亞足球運動員。
- 拉斐尔·伊格莱西亚斯，74歲，阿根廷重量級拳擊手。[2]
- Les Yewdale，70歲，澳大利亞政治家。[3]

### 2日
- Amin al-Majaj，77歲，巴勒斯坦政治家，耶路撒冷市長（1994-1998）。[4]
- 瑪格特·科滕斯（Margot Cottens），76歲，烏拉圭女演員。
- 讓·加爾佈雷思（Jean Galbraith），92歲，澳大利亞植物學家、兒童作家和詩人。
- 賽巴斯提安·哈夫納（Sebastian Haffner），91歲，德國記者和作家。[5]
- 羅爾夫·利伯曼（Rolf Liebermann），88歲，瑞士作曲家和音樂管理員。[6]
- Aase Lionæs，91歲，挪威政治家和女權主義者。
- 瓊·朗，73歲，澳大利亞製片人和作家。[7]
- 謝潑德·門肯，77歲，美國配音演員。[8]
- 特雷弗·J·裡斯，85歲，美式橄欖球運動員和教練。[9]
- 霍斯特·西格，72歲，德國音樂學家、劇作家和歌劇導演。
- 喬治·托賓，77歲，美式足球運動員。[10]
- Louis Jolyon West，74歲，美國精神病學家，死於癌症。[11]

### 3日
- 艾爾莎·伯內特，96歲，瑞典女演員。[12]
- 戴安娜·戴伊，84歲，義大利電影女演員。
- 尼尔·吉布森，36歲，紐西蘭賽艇運動員和奧運選手，死於癌症。[13]
- 奧托·柯尼斯堡，90歲，德國建築師。[14]
- 维奥莱特·奥尔尼，87歲，英國運動員和奧運獎牌得主。[15]
- 查克·帕森斯，74歲，美國跑車賽車手。[16]
- 斯坦利·普羅菲特，88歲，英國板球運動員。[17]
- 傑里·誇里，53歲，美國重量級拳擊手，死於肺炎。[18]
- 鄧傳楷，86歲，中國教育家、作家和政治家。[19]
- 山口五郎，65歲，日本尺八演奏家。[20]

### 4日
- 馬克蘇德·艾哈邁德，73歲，巴基斯坦板球運動員。[21]
- 伊龍·艾斯·科迪，94歲，美國演員。[22]
- 黛安娜·福斯特，70歲，加拿大田徑運動員和奧運選手。[23]
- Fredrik Mellbye，81歲，挪威醫生。[24]
- 第10代拉特蘭公爵查理斯·曼納斯，79歲，英國貴族和地主。[25]
- 植芝吉祥丸，77歲，日本合氣道大師，呼吸衰竭而死。[26]
- 何塞·維拉·薩內蒂，85歲，西班牙畫家和壁畫家。[27]

### 5日
- 葉君健，85歲，中國翻譯家，作家，中國民主同盟盟員。曾翻譯安徒生兒童文學作品，作品著有《火花、自由、曙光》、《葉君健童話集》。
- 查理斯·法蘭西斯·亞當斯四世，88歲，美國電子工業家。[28]
- 保羅·華萊士·蓋茨，97歲，美國歷史學家和學者。[29]
- Michael Hirschfeld，54歲，紐西蘭商人和政治家，死於糖尿病併發症。[30]
- 雅爾米拉·尼格里諾娃，45歲，捷克跳遠運動員，死於癌症。[31]
- 拉爾夫·帕斯誇里洛，72歲，美式足球運動員。[32]
- 克雷爾·波特，95歲，美國時裝設計師。[33]
- Basuki Resobowo，82-83歲，印尼畫家。[34]
- Paul Zoll，87歲，美國心臟病專家。[35]

### 6日
- 大衛·鄧尼斯（David W. Dennis），86歲，美國政治家，印第安那州眾議員（1969-1975）。[36]
- 吉姆·鄧恩（Jim Dunn），67歲，美國棒球運動員。[37]
- 約瑟夫·馬爾他，80歲，紐倫堡處決期間的美國劊子手。
- Ntsu Mokhehle，80歲，萊索托政治家，總理（1993-1994年，1994-1998年）。[38]
- 亨麗埃塔·莫賴斯（Henrietta Moraes），67歲，英國藝術家模特和回憶錄作家。[39]
- Hélène Ouvrard，60歲，加拿大法國作家。
- 蜜雪兒·佩特魯奇尼（Michel Petrucciani），36歲，法國爵士鋼琴家，肺部感染。[40]
- 安東尼奧·皮爾費德裡奇，79歲，義大利演員。[41]
- Lajos Tichy，63歲，匈牙利足球運動員。[42]
- Leo Weilenmann，76歲，瑞士自行車賽車手。[43]

### 7日
- 菲爾·卡欽，78歲，美式橄欖球運動員和教練。
- 詹姆斯·漢默斯坦，67歲，美國戲劇導演和製片人，心力衰竭而死。[44]
- 弗雷德·霍普金斯，51歲，美國爵士低音提琴手。[45]
- 奧利·曼尼寧，81歲，美國長跑運動員和奧運選手。[46]
- 維克多·索博列夫，83歲，蘇聯/俄羅斯科學家。[47]

### 8日
- 詹姆斯·威廉·巴斯金，79歲，加拿大政治家和商人。[48]
- Punch Coomaraswamy，74歲，馬來西亞-新加坡法官、外交官和政治家，死於肺病。
- 哈威·米勒，63歲，美國演員、導演和編劇。
- 瓦希德·穆薩耶夫，51歲，亞塞拜然政治家，副部長，被殺害。
- 柳葉娜·奧夫欽尼科娃，67歲，蘇聯出生的俄羅斯電影女演員。[49]
- 約翰·W·羅伯茨，78歲，美國空軍上將。[50]
- Rövşən Rzayev，29歲，亞塞拜然軍官和戰爭英雄，被謀殺。
- 彼得·西伯格，73歲，丹麥現代主義小說家和劇作家。[51]
- 多比·吉利斯·威廉姆斯，38歲，美國被定罪的殺人犯，被注射死刑。[52]

### 9日
- 瑞克·本尼維茨，62歲，美國電視導演，心力衰竭而死。[53]
- 漢斯·坎德里安，60歲，瑞士雪橇運動員，奧運獎牌得主。[54]
- 克利夫蘭·克拉姆，81歲，美國歷史學家，中央情報局情報官員。[55]
- 卡爾·埃利奧特，85歲，美國政治家，阿拉巴馬州眾議員（1949-1963，1963-1965）。[56]
- 梅爾·皮爾森，60歲，加拿大冰球運動員。[57]
- 吉姆·彼得斯，80歲，英國長跑運動員。[58]
- 米恩·魯伊斯，94歲，荷蘭景觀和花園建築師。

### 10日
- 蘆田伸介，84歲，日本演員，肝癌。[59]
- 第七代布裡斯托爾侯爵約翰·赫維，44歲，英國貴族和商人，多器官衰竭而死。[60]
- 沃爾特·愛德華·哈裡斯，94歲，加拿大政治家和律師。[61]
- 埃斯特萬·馬里諾，84歲，烏拉圭足球裁判。
- 弗蘭克·派克，95歲，美國歌手和演員。[62]
- 普里莫茲·拉莫夫什，77歲，斯洛維尼亞作曲家和圖書館員。[63]
- 加文·雷利（Gavin Relly），72歲，南非商人，英美資源集團董事長。[64]
- 愛德華·威廉姆斯（Edward Williams），77歲，澳大利亞昆士蘭州最高法院法官。[65]
- 朱利葉斯·茹拉夫斯基，88歲，波蘭詩人、文學評論家和翻譯家。[66]

### 11日
- Teuvo Aura，86歲，芬蘭政治家。
- 法布里齐奥·德·安德烈（Fabrizio De André），58歲，義大利創作歌手，肺癌。[67]
- 羅伯特·道格拉斯（Robert Douglas），89歲，美國電影演員、電視導演和製片人。[68]
- Ján Ducký，54歲，斯洛伐克政治家，被謀殺。
- 吉姆·戴克（Jim Dyck），76歲，美國棒球運動員。[69]
- 娜塔莉·林德（Nathalie Lind），80歲，丹麥法學家和政治家。
- 娜奧米·米奇森（Naomi Mitchison），101歲，蘇格蘭小說家和詩人。[70]
- 布萊恩·摩爾（Brian Moore），77歲，出生於北愛爾蘭的加拿大編劇和小說家，患有肺纖維化。[71]
- 約瑟芬娜·普拉（Josefina Plá），95歲，西班牙詩人、劇作家和藝術評論家。[72]
- K. A. Rahman，59歲，印度政治活動家。[73]
- 厄茲圖爾克·塞倫吉爾（Öztürk Serengil），68歲，土耳其演員和喜劇演員。
- 鮑比·斯佩克特（Bobby Specht），77歲，美國花樣滑冰運動員。[74]
- 弗朗索瓦·斯波里（François Spoerry），86歲，法國建築師和城市規劃師。[75]
- 馬克·沃倫（Mark Warren），60歲，美國電視導演（Rowan & Martin's Laugh-In，What's Happening！！，Sanford and Son），癌症。[76]

### 12日
- Leo Cherne，86歲，美國經濟學家和公務員。[77]
- Betty Lou Gerson，84歲，美國女演員，中風。[78]
- 大衛·洛根，42歲，美國橄欖球運動員，呼吸衰竭而死。[79]
- Gerda Ring，107歲，挪威舞臺女演員和製片人。[80]
- 瑪麗亞·桑德，74歲，德國短跑運動員。[81]
- 威廉·H·懷特，81歲，美國社會學家、記者。[82]
- Doug Wickenheiser，37歲，加拿大冰球運動員，癌症。[83]

### 13日
- 莫裡斯·A·多納休，80歲，美國政治家。
- 巴茲·庫利克，76歲，美國電影導演和製片人。[84]
- 卡爾·利芬（Karl Lieffen），72歲，德國電影演員，腦癌。[85]
- 凱爾文·馬龍（Kelvin Malone），38歲，美國瘋狂殺手，被注射死刑。[86]
- 約翰·弗雷德里克·尼姆斯，85歲，美國詩人和學者。[87]
- 勞倫斯·哈羅德·威爾士，63歲，羅馬天主教會的美國主教。[88]

### 14日
- 羅賓·貝利，79歲，英國演員，呼吸衰竭而死。[89]
- 湯姆·賓福德，74歲，美國企業家和慈善家。[90]
- 耶日·葛羅托斯基，65歲，波蘭戲劇家。[91]
- Janus Hellemons，86歲，荷蘭自行車賽車手。[92]
- 佈雷特·金，78歲，美國演員，死於白血病。[93]
- Muslimgauze，37歲，英國電子音樂家，死於真菌感染。[94]
- 弗雷德·邁羅（Fred Myrow），59歲，美國作曲家，心力衰竭。[95]
- 薩賓娜·奧爾莫斯（Sabina Olmos），85歲，阿根廷電影女演員。[96]
- 雷蒙德·佩內特（Raymond Peynet），90歲，法國漫畫家。[97]
- 格蘭維爾·羅德里戈（Granville Rodrigo），41歲，斯裡蘭卡演員、歌手和藝術總監。
- 巴拉特·沙金斯卡婭（Barat Shakinskaya），84歲，蘇聯-亞塞拜然女演員。[98]
- 林肯·湯普森（Lincoln Thompson），49歲，牙買加雷鬼歌手兼詞曲作者，癌症。[99]
- Aldo van Eyck，80歲，荷蘭建築師。[100]

### 15日
- 約翰·布魯姆，54歲，美國演員，心力衰竭而死。[101]
- 貝蒂·博克斯，83歲，英國電影製片人，死於癌症。[102]
- 拉爾斯·格拉瑟，73歲，瑞典短距離皮划艇運動員。[103]
- 夢露·卡明，69歲，美國記者，普利策獎得主。[104]
- 洛瑞男爵羅伯特·洛瑞，79歲，愛爾蘭法官和終身同齡人，北愛爾蘭首席大法官（1971-1988）。[105]
- Marion Ryan，67歲，英國流行歌手。[106]
- 約翰·貝克·桑德斯，44歲，美國音樂家（瘋狂季節），吸食海洛英過量而死。[107]
- Mi. Pa. Somasundaram，77歲，印度泰米爾記者、詩人和作家。[108]

### 16日
- 奧斯卡·卡爾曼，96歲，法國路德宗神學家。[109]
- 段奎，75歲，越南陸軍上將兼國防部長（1992-1997）。
- 吉姆·麥克利蘭，83歲，澳大利亞法學家和政治家，新南威爾士州參議員（1971-1978）。[110]
- 黛迪·雷蘭茲，96歲，英國文學家和戲劇導演。[111]

### 17日
- 凱·馮·布羅克多夫，83歲，德國雕塑家和藝術史學家。
- 莫裡斯·拜爾斯，81歲，澳大利亞法學家和憲法專家。
- 尼古拉斯·J·科里亞，55歲，美國電視編劇，癌症。[112]
- 西奧多·梅傑，90歲，英國藝術家。[113]

### 18日
- 毓嵒，80歲，中國書法家，清末代皇帝溥儀的堂侄（也是溥儀的嗣子）。
- 霍勒斯·卡姆納，80歲，威爾士足球運動員。[114]
- Ciril Cvetko，79歲，斯洛維尼亞作曲家和指揮家。[115]
- 弗朗西斯·格什溫，92歲，美國歌手和小提琴家。[116]
- 露西爾·卡倫，76歲，美國編劇和劇作家，死於癌症。[117]
- 派特·莫頓，88歲，澳大利亞商人和政治家，新南威爾士州反對黨領袖（1955-1959）。[118]
- Henri Romagnesi，86歲，法國真菌學家。[119]
- 君特·斯特拉克，69歲，德國電視演員，心力衰竭而死。[120]
- Virginia Verrill，82歲，美國大樂隊歌手。[121]

### 19日
- 罗德里克·奇泽姆，82歲，美國哲學家。[122]
- 伊萬·弗朗切斯卡托，31歲，義大利橄欖球運動員，心力衰竭而死。[123]
- 马里奥·真蒂利，85歲，義大利自行車運動員和奧運獎牌得主。[124]
- 雅克·勒科克，77歲，法國演員和啞劇，死於腦出血。[125]
- 沃倫·施拉格，78歲，美國籃球運動員。

### 20日
- 斯特拉·布洛赫（Stella Bloch），101歲，美國藝術家、舞蹈家和記者。
- 克利弗·邦頓（Cleaver Bunton），96歲，澳大利亞政治家，新南威爾士州奧爾伯里市市長。
- 馬丁·芬利（Martyn Finlay），87歲，紐西蘭律師和政治家。[126]
- 約翰·戈爾丁，67歲，英國工會會員和政治家，國會議員（1969-1986），死於手術后併發症。[127]
- 弗朗西絲·蘭德·斯佩恩，95歲，美國兒童圖書管理員。[128]

### 21日
- 阿方索·科羅納·布萊克，80歲，墨西哥電影導演和編劇。[129]
- 查理斯·布朗，76歲，美國藍調歌手和鋼琴家，心力衰竭而死。[130]
- 伯克利·L·邦克，92歲，美國政治家，內華達州參議員（1940-1942）和眾議員（1945-1947）。[131]
- 雅克·夏利，88歲，法國音樂學家和作曲家。[132]
- 萊斯利·弗倫奇，94歲，英國演員。[133]
- 保羅·梅特卡夫，81歲，美國作家。[134]
- 勞埃德·M·穆斯汀，87歲，二戰期間的美國海軍上將，死於中風后出現的併發症。[135]
- 馬文·里克，97歲，美國中長跑運動員和奧運選手。[136]
- 塞西爾·史密斯，94歲，美國馬球運動員。[137]
- 蘇珊·斯特拉斯伯格，60歲，美國女演員，死於乳腺癌。[138]

### 22日
- Paul Cammermans，77歲，比利時電影導演。[139]
- Gabor Carelli，83歲，匈牙利古典男高音。[140]
- 皮耶羅·加達·孔蒂，96歲，義大利小說家和影評人。
- 喬治·莫斯，80歲，德國作家和歷史學家。[141]
- Graciela Quan，87/88歲，瓜地馬拉律師和婦女權利活動家。[142]
- 麥克斯韋·羅森利希特，74歲，美國數學家。[143]
- 史蒂文·賽克斯，84歲，英國藝術家。[144]

### 23日
- 伯納德·布迪安斯基，73歲，美國工程師和學者。
- Joe D'Amato，62歲，義大利電影導演，心力衰竭而死。[101]
- 雅羅斯拉夫·福格拉爾，91歲，捷克作家。[145]
- 帕夫勒·格魯比希奇，45歲，塞爾維亞足球運動員。
- 勒溫男爵特倫斯·勒溫，78歲，英國皇家海軍軍官，第一海軍大臣（1977-1979）。[146]
- 湯瑪斯·C·曼，86歲，美國外交官和大使。[147]
- 保羅·麥基，75歲，美式足球運動員。[148]
- 約翰·歐斯汀，77歲，美國福音派牧師，心力衰竭而死。
- 蘇塞索·波塔萊斯，94歲，西班牙無政府女權主義作家。
- 傑伊·普利茲克，76歲，美國企業家。[149]
- 弗雷德里克·索默，93歲，義大利裔美國藝術家。[150]
- 格雷厄姆·斯坦斯，58歲，澳大利亞基督教傳教士，被謀殺。[151]

### 24日
- 安德里·迪巴，78歲，法國女演員，舞臺和銀幕製片人，死於阿爾茨海默病。[152]
- 依萊娜·都波拉弗發，66歲，蘇聯和俄羅斯女演員。
- 維爾納·雅各斯，89歲，德國電影導演。[101]
- 夏川静枝，89歲，日本女演員。[153]
- 羅傑·朗多，78歲，法國越野自行車賽車手。[154]

### 25日
- 莎拉·路易絲·德蘭尼，109歲，美國作家和民權活動家。[155]
- John H. DeWitt， Jr.，92歲，美國射電天文學和光度測量先驅。[156]
- 魯迪·格勒克納，69歲，德國足球裁判。
- 菲力浦·梅森，92歲，英國公務員、歷史學家和作家。[157]
- 亨利·羅什羅，90歲，法國政治家，歐盟海外發展專員。[158]
- 勞勃·蕭，82歲，美國指揮家，死於中風。[159]
- 喬治·吉伯特·斯韋爾，75歲，印度政治家。[160]
- Herman Wedemeyer，74歲，美國演員，足球運動員和政治家，心力衰竭而死。[161]

### 26日
- Jeanne-Marie Darré，93歲，法國古典鋼琴家。[162]
- 奧古斯特·埃弗丁，70歲，德國歌劇導演。[163]
- 山姆·鐘斯，75歲，澳大利亞政治家。
- 西蒙·卡拉斯，93歲，希臘音樂學家。
- D. C. Kizhakemuri，85歲，印度作家、出版商和活動家。[164]
- 瑪蒂爾德·蘭德塔，88歲，墨西哥電影製片人和編劇。[165]
- 海因茨·萊曼（Heinz Leymann），66歲，瑞典心理學家和學者。
- 拉裡·拉夫林（Larry Loughlin），57歲，美國棒球運動員。[166]
- 查理斯·盧克曼，89歲，美國商人和建築師。[167]
- Ruby Mercer，92歲，美籍加拿大作家、廣播員和女高音。[168]

### 27日
- 貢薩洛·托倫特·巴萊斯特（Gonzalo Torrente Ballester），88歲，西班牙作家。[169]
- 埃蒙·柯林斯（Eamon Collins），44-45歲，北愛爾蘭前愛爾蘭共和軍成員，被謀殺。
- 本·馬戈利斯（Ben Margolis），88歲，美國律師，心力衰竭。[170]
- 薩蒂亞·薩哈（Satya Saha），64歲，孟加拉國作曲家。[171]
- 耶日·圖羅維奇（Jerzy Turowicz），86歲，波蘭天主教記者和編輯，心力衰竭。[172]
- František Vláčil，74歲，捷克電影導演、畫家和平面藝術家。[173]

### 28日
- Ave Daniell，84歲，美國橄欖球運動員。[174]
- 约瑟夫·多莱扎尔（Josef Doležal），78歲，捷克斯洛伐克運動員和奧運獎牌得主。[175]
- 瓦列里·加夫里林（Valery Gavrilin），59歲，蘇聯出生的俄羅斯作曲家。[176]
- 赫伯特·格魯伯（Herbert Gruber），85歲，奧地利電影製片人。
- Pochiah Krishnamurthy，51歲，印度板球運動員。[177]
- Roger-Jean Le Nizerhy，82歲，法國自行車運動員。[178]
- 倫納德·C·勒溫，82歲，美國作家。[179]
- 魯伊希德，77歲，阿爾及利亞喜劇演員。[180]
- Torgny T：son Segerstedt，90歲，瑞典哲學家和社會學家。[181]
- 拉杜茲·欽切拉，75歲，捷克編劇和導演。[182]

### 29日
- 威利·班德霍爾茨（Willy Bandholz），86歲，德國手球運動員和奧運冠軍。[183]
- 莉莉·聖西爾（Lili St. Cyr），80歲，美國滑稽脫衣舞演員。[184]
- 伊夫·埃爾沃埃（Yves Hervouet），77歲，法國漢學家。[185]
- 弗拉基米爾·基裡林，86歲，蘇聯物理學家。[186]
- Eeva-Kaarina Volanen，78歲，芬蘭演員。[187]

### 30日
- 布蘭科·富契奇，78歲，克羅埃西亞藝術史學家、考古學家和古文字學家。
- 罗马诺·加拉尼亚尼，61歲，義大利雙向飛碟射擊運動員和奧運獎牌得主。[188]
- 米爾斯·E·戈德溫，84歲，美國政治家，弗吉尼亞州州長（1966-1970，1974-1978），死於肺炎。[189]
- 亨茨·霍爾，78歲，美國演員，心力衰竭而死。[190]
- 埃德·赫利希，89歲，美國新聞片敘述者。[191]
- 查克·辛頓，59歲，美國橄欖球運動員。[192]
- 米拉·科馬羅夫斯基，93歲，美國社會學家。[193]
- 多爾夫·范·德·林登，83歲，荷蘭流行音樂指揮家。[194]
- 米克·麥加希，73歲，蘇格蘭工會會員和政治活動家，英國共產黨主席（1974-1978）。[195]
- 沃倫·米勒，74歲，美國政治學家。[196]
- 斯維特拉娜·薩維奧洛娃，57歲，蘇聯和俄羅斯女演員。

### 31日
- 巨人馬場，61歲，本名馬場正平，日本職業摔角選手，與摔角手安東尼奧·豬木齊名。[197]
- 比爾·盧德斯，89歲，美國海軍建築師。[198]
- 查理斯·墨菲，85歲，美式橄欖球、籃球和棒球運動員兼教練。[199]
- 艾哈邁德·阿扎里·庫米，74歲，伊朗神職人員和阿亞圖拉。
- Fanély Revoil，92歲，法國歌劇歌手。[200]
- 加布里埃爾·魯伊斯，90歲，墨西哥詞曲作者。[201]
- 伊爾馬里·塔皮奧瓦拉，84歲，芬蘭傢具設計師。[202]
- 斐迪南德·湯瑪斯·昂格爾，84歲，美國陸軍中將。
- Norm Zauchin，69歲，美國棒球運動員，死於前列腺癌。[203]